# Baron Ruthven of Gowrie
Baronowie Ruthven of Gowrie 1. kreacji (parostwo Zjednoczonego Królestwa)
- 1919–1921: Walter James Hore-Ruthven, 1. baron Ruthven of Gowrie
- 1921–1956: Walter Patrick Hore-Ruthven, 2. baron Ruthven of Gowrie
- 1956 -: Alexander Patrick Greysteil Ruthven, 2. hrabia Gowrie i 3. baron Ruthven of Gowrie